# Lavalantula
Pour plus de détails, voir Fiche technique et Distribution.
Lavalantula est un téléfilm de science-fiction américain, sorti en 2015, dans lequel une série d’éruptions volcaniques à Los Angeles déclenche une invasion de gigantesques tarentules cracheuses de lave, ce qui explique le titre du film. Il a été réalisé par Mike Mendez et met en vedette Steve Guttenberg, Nia Peeples et Patrick Renna. Ian Ziering apparaît dans le rôle de Fin Shepard, liant ainsi le téléfilm à l’univers de Sharknado. Il a été diffusé sur Syfy le 25 juillet 2015.

## Synopsis
L’acteur Colton West se dispute avec le réalisateur Darren et s’enfuit dans sa voiture. Un tremblement de terre frappe, et Colton voit les montagnes de Santa Monica entrer en éruption, crachant des bombes volcaniques tout autour de lui. Une grande araignée cracheuse de feu sort de la voiture devant lui. Colton court et sort de la circulation pour retourner sur la route principale pour s’échapper. 
Colton arrive chez lui, parle à sa femme Olivia des araignées géantes et lui explique qu’ils doivent partir. Il prend un fusil de chasse et part dans sa voiture pour retrouver son fils Wyatt, qui avait quitté la maison sous prétexte d’aller à un match de football.
En réalité, Wyatt est sorti avec ses amis Jordan, Eli et Travis. Ils entendent une explosion et voient beaucoup de fumée au loin, et vont enquêter. Les adolescents trouvent que la source de l’explosion est un trou volcanique. Les araignées sortent du trou en crachant du feu et commencent à attaquer les gens. Terrifiés, les adolescents s’enfuient dans un entrepôt, mais Eli est attrapé par une araignée et tué.
La voiture de Colton est endommagée lorsqu’il heurte un gouffre de lave. Il sort et trouve un bus touristique plein de gens plus loin sur la route. Il trompe le chauffeur et vole le bus. Alors qu’il conduit, une araignée saute sur le bus. Il freine fortement et l’araignée tombe de l’avant du bus, après quoi il l’écrase. L’avant du bus commence à se dissoudre à cause du sang acide de l’araignée. Colton arrête le bus et l’évacue juste avant qu’il n’explose.
Une araignée descend par la cheminée de la maison d’Olivia mais elle lui tire dessus. L’armée commence à se déployer dans la ville, et ils sauvent Olivia de sa maison.
Colton est transporté par son ami, Pirate Jack, un cascadeur de cinéma. La voiture de Jack a une crevaison après avoir heurté une coulée de lave sur la route. Les araignées sortent des trous volcaniques et les poursuivent dans un musée. Ils rencontrent dans le musée un scientifique qui fait des recherches sur les araignées et le volcanisme. Il a découvert que les araignées ont été enterrées dans le magma il y a des millions d’années. Les araignées se sont réveillées, elles sont à l’origine des éruptions volcaniques, et la seule façon de les arrêter est de tuer la reine araignée.
Une araignée pénètre par une fenêtre de l’entrepôt où les adolescents se cachent et tente de les attaquer. Wyatt combat l’araignée avec un extincteur. Jordan, qui a été brûlée plus tôt, a une crise et meurt. Puis des tas de bébés araignées rampent hors d’elle alors qu’elle prend feu. Les bébés araignées attaquent alors Travis, l’incendient et le tuent. Wyatt court vers le toit de l’entrepôt, où son téléphone mobile capte du réseau, et envoie un SMS à Colton.
Les araignées attaquent le camion de l’armée dans lequel Olivia se trouve. Elle se cache sous une couverture antifeu alors que l’intérieur du camion se remplit de feu. Les soldats sont tous tués, mais Olivia tue l’araignée et part dans le camion de l’armée pour essayer de retrouver Colton.
Pendant ce temps, les araignées font irruption dans le musée. Jack est tué, mais Colton parvient à s’échapper. Olivia trouve Colton et ils partent sauver Wyatt.
Wyatt descend du toit de l’entrepôt et est attaqué par une araignée. Olivia et Colton arrivent et écrasent l’araignée avec le camion de l’armée. Colton se rend compte que l’azote liquide peut être utilisé pour combattre les araignées. Ils vont tous au magasin d’effets spéciaux, où Colton retrouve ses collègues du plateau de tournage.
Colton élabore un plan pour tuer la reine araignée avec une bombe à l’azote liquide, confectionnée en utilisant des accessoires du magasin d’effets spéciaux. Il part avec son équipe de tournage pour larguer les bombes dans la chambre souterraine de la reine. Ils placent les bombes autour de la chambre et les font exploser. De nombreuses araignées sortent des trous à la surface. L’équipe de tournage les abat tous. Ensuite, la reine araignée géante remonte à la surface. Colton utilise un jet pack du plateau de tournage et s’envole d’un bâtiment vers la reine araignée. Il lâche une bombe à azote liquide dans la bouche de l’araignée, la tuant et sauvant la ville.

## Distribution
- Steve Guttenberg : Colton West, un acteur
- Nia Peeples : Olivia West, la femme de Colton West
- Patrick Renna : Chris, un touriste
- Carlos Bernard : Interrogateur[4]
- Michael Winslow : Marty, membre de l’équipe de tournage
- Marion Ramsey : Teddie, membre de l’équipe de tournage
- Leslie Easterbrook : Doris, l’amie d’Olivia
- Ralph Garman : Pirate Jack, un cascadeur de cinéma
- Danny Woodburn : Arni, l’agent artistique de Colton West
- Noah Hunt : Wyatt West, le fils de Colton West
- Diana Hopper : Jordan, une amie de Wyatt
- Time Winters : le docteur Eric Von Struble, un scientifique
- Ian Ziering : Fin Shepard, personnage principal de Sharknado
- Zac Goodspeed : Travis, un ami de Wyatt
- Ben Snowden : Eli, un ami de Wyatt
- Felisha Cooper : Britney, l’assistante d’Arni
- Leigh Whannell : le réalisateur
- Leeann Tweeden : Sue Schnell
- Suraya Fadel : Reporter[5]

## Suite
Une suite de Lavalantula appelée 2 Lava 2 Lantula ! a été diffusée sur Syfy le 6 août 2016. Certains acteurs du premier film sont revenus, notamment Steve Guttenberg, Marion Ramsey et Michael Winslow.

## Réception critique
Lavalantula obtient un score d’audience de 32% sur Rotten Tomatoes.